# Современная русская философия (серия книг)
Современная русская философия – издательский проект, создан в 2008 году в Москве. Авторы проекта – к.ф.н., преподаватель МГИУ Наталья Петровна Рябчун и д.ф.н., преподаватель МГУ имени М.В. Ломоносова Наталья Николаевна Ростова. Научный редактор – д.ф.н., профессор, заведующий кафедрой философской антропологии философского факультета МГУ имени М.В. Ломоносова Федор Иванович Гиренок.
Серия книг издается под эгидой кафедры философской антропологии философского факультета МГУ имени М.В. Ломоносова.

## О проекте
Задача проекта - дать читателю представление о тех направлениях, в которых движется современная философская мысль в России. Книги серии посвящены различным темам: литературе, архитектуре, живописи, проблеме человека, аутизму, феномену юродства, политике, кино, современному искусству, вопросу о самой философии и др.
Книги печатаются по принципу минимализма в формате, приближенном к брошюре, и рассчитаны на широкий круг читателей. Как говорится в предисловии к первому выпуску:
«Не менее важной задачей для нас является расширение круга любителей мудрости, поклонников философии. К сожалению, философия никогда не пользовалась большой популярностью в России. К еще большему сожалению, она не оказывает почти никакого влияния на политическую, интеллектуальную и художественную жизнь страны. Отчасти это объясняется непрозрачностью философии. Мы хотим лишить ее этой непрозрачности, полагая, что нет никакого особого философского языка, что обо всем можно сказать просто, ясно и доступно. Поэтому книги нашей серии ориентированы не только на тех, кто имеет опыт чтения философской литературы, но и на тех, кто в этом не искушен».

## Книги серии
В настоящее время в серии выпущено 9 книг.
1. Ростова Н.Н. Человек обратной перспективы (Опыт философского осмысления феномена юродства Христа ради) – М.: МГИУ, 2008. – 140 с. (Серия «Современная русская философия»; № 1). Второе издание: М.: МГИУ, 2010. – 140 с. (Серия «Современная русская философия»; № 1). 
В книге впервые предпринята попытка философского прочтения юродства Христа ради. Анализируя феномен на материале житий, автор обращается к таким проблемам, как человек и его сознание, самость, «я» и Бог, внутренний опыт и роль другого в его формировании, культ и самоактуализация, ум и безумие.
2. Мартынов В.И. Пестрые прутья Иакова: Частный взгляд на картину всеобщего праздника жизни. – М.: МГИУ, 2008. – 140 с. – (Серия «Современная русская философия»; № 2). Второе издание: М.: Классика-XXI, 2010. – 160 с. – (Серия «Современная русская философия»; № 2).
 Автор рассматривает особенности визуального и вербального аспектов действительности, а также специфику их воздействия на наше сознание. На примерах истории русской литературы и архитектурного облика Москвы показывает, что реальность, раскрывающаяся как совокупность идеологем, порождает литературоцентричный тип мышления, а реальность, раскрывающаяся как совокупность иероглифем, порождает иконоцентричный тип мышления. В противостоянии иконоцентричности и литературоцентричности кроется ключ к пониманию русской истории последних трех столетий.
3. Седакова О.А. Апология разума. – М.: МГИУ, 2009. – 138 с. – (Серия «Современная русская философия»; № 3). Второе издание, исправленное и дополненное: М.: Русский путь, 2013. – 160 с. – (Серия «Современная русская философия»; № 2). Итальянское издание книги: Apologia della ragione. Transl. Giovanna Parravicini Edizioni La Casa di Matriona (Milano), 2009.
В книгу вошли три работы: «Земной рай в Божественной Комедии Данте: о природе поэзии»; «Символ и сила: гетевская мысль в Докторе Живаго» и «Апология рационального». Это размышления, соединяющие филологическую, философскую и богословскую (антропологическую) перспективы. Центр книги составляет попытка выразить новое, «послекритическое» и послекатастрофическое» представление о разуме и разумном.
4. Гачев Г.Д., Бибихин В. В., Семенова С. Г., Пигров К. С. Дневник современного философа. – М.: МГИУ, 2009. – 141 с.  (Серия «Современная русская философия»; № 4).
В истории русской философии и культуры значительную роль сыграли известные дневники — «Дневник писателя» Ф. М. Достоевского, «Опавшие листья» В. В. Розанова, дневники Л. Н. Толстого, И. А. Ильина, о. Иоанна Кронштадтского... В наши дни этот жанр имеет своих последователей. В книгу вошли личные дневниковые записи философов – В. В. Бибихина, Г. Д. Гачева, К. С. Пигрова, С. Г. Семеновой.
5. Гиренок Ф.И. Аутография языка и сознания. – М.: МГИУ, 2010. – 247 с. – (Серия «Современная русская философия»; № 5). Второе издание: М.: Летний сад, 2012. – 335 с. – (Серия «Современная русская философия»; № 5). Третье издание: М.: Проспект, 2017. – 256 с.
Книга посвящена философским проблемам сознания. Автор возражает против биологизации философского дискурса о человеке и задается вопросом: что является определяющим для сознания — приспособление к миру или самоограничение человека? Функция отражения или функция воображения? Нуждается ли сознание в языке или язык — это явный враг сознания? В поисках ответа Федор Гиренок обращается к анализу наскальной живописи.
6. Посредственность как социальная опасность: сборник. – М.: Магистр, 2010. – 112 с. – (Серия «Современная русская философия»; № 6).
Книга включает переиздание публичной лекции Ольги Седаковой «Посредственность как социальная опасность», прочитанной в Архангельске в 2005 году, а также размышления о феномене посредственности представителей отечественной философской мысли, публикуемые впервые. Авторы книги: Седакова О., Гиренок Ф., Дмитриев В., Дмитриева И., Кузнецов В., Мартынов В., Ростова Н., Сафронов П.
7. Варава В.В. Неведомый Бог философии. – М.: Летний сад, 2013. – 256 с. – (Серия «Современная русская философия»; № 7).
Автор стремится заново поставить вопрос о бытии философии, об ее отличии от гуманитарных наук и других форм духовной культуры. «Неведомый бог» философии не мирится с подчиненным положением и требует возрождения изначального духа вопрошания и удивления, которым отмечены наиболее свободные проявления человеческого духа.
8. Прощай, речь? Философия фильма Годара и современная концепция человека / Коллективная монография под ред. Н. Н. Ростовой – М.: Летний сад, 2015. – 120 с. – (Серия «Современная русская философия»; № 8).
В фильме «Прощай, речь» (2014) Ж.-Л. Годар пытается задать вопрос о человеке сегодня, аккумулируя весь ресурс современной европейской философии, и тем его кино представляет исключительный интерес для философии. Выступая собеседниками мысли Годара, авторы книги делают собственные концептуальные высказывания по проблемам соотношения языка и воображения, образа и знака, реальности и галлюцинации, вербального и невербального, видимого и невидимого, тайного и явного, ума и безумия, человека, Бога и природы, кино и современного кино. Авторами книги являются Бычков А., Гиренок Ф., Мартынов В., Ростова Н., Руднев В..
9. Бойко М.Е. Боль: Введение в алгософию. Tractatus algosophicus. – М.: Летний сад, 2016. – 152 с. (Серия «Современная русская философия», № 9).
Книга посвящена философским проблемам познания боли. Автор доказывает, что боль есть фундаментальный экзистенциал: именно боль образует самые бесспорные границы человеческой реальности, и всё наполнение человеческой психики – это либо боль, либо модификации боли. Эту систему воззрений автор называет «алгософией».
10. Философия русского авангарда. - М.: РГ-Пресс, 2018. – 128 с. (Серия «Современная русская философия»; № 10).   В книге содержатся размышления представителей современной русской культуры о философии русского авангарда в живописи и литературе. По мысли авторов книги, авангард относится не к области искусства, а к области мысли. Если в нем и представлено искусство, то это искусство для искусствоведов. Но, к сожалению, искусствоведы не готовы ко встрече с мыслью. Авангард реформирует искусство. Его поэзия – это поэзия для поэтов. Его живопись – это живопись не для зрителей, а для художников. В авангарде искусство отсылает к себе самому, говорит о себе и ни к какому другому существованию вне себя не обращается. Кандинский, Малевич, Хармс, Введенский – близнецы-братья. Они говорят, но язык их неизвестен. В книге предпринята попытка расшифровать философский смысл посланий русского авангарда.  Книга предназначена философам, искусствоведам, культурологам, антропологам и всем тем, кто интересуется проблемами современной философии и культуры. Авторами книги являются: Андрей Бычков, Федор Гиренок, Владимир Мартынов, Александр Мигунов, Наталья Ростова.
11. Гиренок Ф.И. Свобода и судьба. Что мы поняли благодаря пандемии? - М.: Проспект, 2020. – 80 с. (Серия «Современная русская философия»; № 11). В книге высказывается мысль о том, что пандемия коронавируса обессмыслила идею постгуманизма и социальной пересборки. Вопрос сегодня состоит не в том, что будет после человека. После человека ничего не будет. А в том, что есть человек. В книге развивается идея о том, что бюрократизация общества погубила само общество, разрушило его изначальное назначение создавать условие для внутренней жизни человека.
12. Марков Б.В. Политическая иммунология. – М.: Проспект, 2021. – 144 с. (Серия «Современная русская философия», № 12). В книге представлены различные точки зрения на феномен пандемии, возникновение которой повлекло за собой изменение базовых метафор описания современного общества, актуализировало нелиберальные установки в философской антропологии. Пандемия мобилизует символические, экзистенциальные и биологические иммунные системы человека. Учитывая опыт борьбы с новым вирусом, автор использовал понятия вирусологии и иммунологии применительно к развитию культуры и общества, расставил новые акценты на соотношениях своего и чужого, индивидуального и социального, естественного и культурного, ожидаемого и неожиданного.